# Cimicoidea
Cimicoidea Latreille, 1802, è una superfamiglia di Insetti Rincoti (Sottordine Heteroptera), comprendente in generale forme zoofaghe, fra cui sia specie ematofaghe sia specie artropofaghe.
In diversi Cimicoidei, in particolare nella famiglia dei Cimicidi, la fecondazione avviene nell'emocele .

## Sistematica
La superfamiglia si suddivide in cinque famiglie:
- Anthocoridae
- Cimicidae
- Nabidae
- Polyctenidae
- Velocipedidae